# Лосєв Максим Вікторович
Макси́м Ві́кторович Ло́сєв — сержант Збройних сил України.

## З життєпису
В мирний час проживає у Гадяцькому районі. Восени 2015-го обраний депутатом Рашівської сільської ради, працює завгоспом Рашівського будинку-інтернату.

## Нагороди
За особисту мужність, сумлінне та бездоганне служіння Українському народові, зразкове виконання військового обов'язку відзначений — нагороджений
- орденом «За мужність» III ступеня (3.11.2015).